# فون‌واژه
فون واژه (به انگلیسی: phoneword) که از آن با عنوان شماره رند اسمی، رند حروفی، شماره ترکیبی یا تلواژه هم یاد می‌شود، شماره تلفنی است که به جای اینکه با اعداد بیان شود با حروف بیان می‌شود. این نوع شماره‌ها از روی حروف مندرج بر روی دکمه‌های شماره گیر تلفن یا موبایل گرفته می‌شوند و به یادسپاری آنها بسیار راحت‌تر از به یاد سپردن یک شماره تلفن عددی است.
علت چاپ حروف بر روی دکمه‌های شماره گیر گوشیهای تلفن این است که در آمریکا، اروپا و همچنین ایران، بعضی افراد و شرکت‌ها به جای اینکه شماره تلفن خود را با عدد بیان نمایند، با حروف بیان نمایند.

## روش کار
با نگاه به گوشی تلفن رومیزی یا موبایل مشاهده می‌گردد که روی دکمه‌های ۲ تا ۹، حروف انگلیسی به ترتیب خاصی درج گردیده است. به تقریب، روی همه گوشی‌های تلفن که در سراسر جهان تولید می‌شود، همین حروف انگلیسی با همین ترتیب چاپ می‌شود. هیچ حرفی معادل ۰ و ۱ نمی‌شود و بنابراین ۰ و ۱ در فون‌واژه‌ها معادل هیچ حروفی نیست.
در شماره گیری فون واژه‌ها به جای هر حرف، عدد معادل آن در دکمه‌های تلفن مدنظر است، فارغ از اینکه آن حرف چندمین واژه روی دکمه باشد؛ بنابراین واژه ۴ حرفی برابر شماره ۴ رقمی و به همین ترتیب معادل‌سازی می‌شود.
برای نمونه شماره معادل فون واژه‌های زیر با توجه به ارقام و حروف روی دکمه‌های تلفن یا موبایل به این صورت است:
```
  Ali=۲۵۴
  Book=۲۶۶۵
  Bank=۲۲۶۵
  Iran=۴۷۲۶
  Tehran=۸۳۴۷۲۶
  English=۳۶۴۵۴۷۴
  Mohammad=۶۶۴۲۶۶۲۳
  Amirali=۲۶۴۷۲۵۴
  Hossein=۴۶۷۷۳۴۶
  Cabinet=۲۲۲۴۶۳۸

```

در گوشیهای همراه کیبوردی (qwerty)، مثلاً مانند گوشیهای بلک بری یا نوکیا C3، می‌توان هنگام شماره گیری، با نگه داشتن دکمه Alt (واقع در سمت چپ و پایین صفحه کلید)، بخش حروفی فون واژه را تایپ کرد و گوشی شماره را به همان صورت می‌گیرد (یعنی A و B و C را معادل ۲ در نظر می‌گیرد، D و E و F را معادل ۳، و به همین ترتیب).
تقریباً در همه گوشیهای همراه هوشمند (smartphone) و نیز تبلت‌ها، امکان شماره گیری فون واژه وجود دارد. مثلاً در گوشیهای اپل، سامسونگ گلکسی، و اچ تی سی، اگر در محیط پیامک، شماره مخاطب را با ترکیبی از ارقام و حروف وارد کنید، ارسال پیامک انجام می‌شود. گوشیهای اندروید ضمن قبول این گونه شماره مخاطب، معادل عددی آن را نیز نشان می‌دهند. گوشیهای آیفون بدون نشان دادن معادل عددی فون واژه، ارسال پیامک را انجام می‌دهند. در گوشیهای آیفون، اگر فون واژه را در محیط پیامک انتخاب و کپی کنید و بعد آن را در محیط شماره گیری Paste کنید، آن را شماره گیری می‌کنند. در گوشیهای LG سری Nexus، حتی در محیط شماره گیری می‌توانید مستقیماً شماره را به صورت حروفی وارد کنید.

## در تجارت
در زمینه تجاری نیز تقریباً اکثر شرکتهای معروف جهان فون‌واژه دارند و مشتریان آنها به وسیله فون‌واژه با آنان سریعاً ارتباط برقرار می‌کنند. شرکت‌های همچون: اپل، گوگل، یاهو، تویوتا، سامسونگ و غیره دارای فون‌واژگانی ویژه خود هستند.
اخیراً در راستای خدمت رسانی بیشتر به مشترکان تلفن ثابت، شرکت مخابرات استان تهران، اقدام با ارائه سرویس فون واژه نموده است.
این امر به منظور تسهیل ارتباطات مشتریان، گسترش سرویسهای جدید مخابراتی و تأمین رضایت مشتریان و تحقق جامعه هوشمند اطلاعاتی و ارتباطی صورت گرفته است. طرح یاد شده در اکثر کشورهای پیشرفته دنیا با استقبال چشمگیری روبرو بوده و اکثر شرکتها و سازمانهای صاحب نام سعی در استفاده از این سرویس جهت ارائه کالا، خدمات و برند تجاری خود در بازار رقابتی دارند. شرکت مخابرات استان تهران نیز طرح فون واژه را با انجام مطالعات تطبیقی و کارشناسی با توجه به شرایط فرهنگی، سیاسی و ... به شکل بومی طراحی و نسبت به واگذاری اقدام نموده است.
در سایت شرکت مخابرات استان تهران نمونه فون واژه‌های ارائه شده معرفی شده است.

### تاکسی
۸۲۹۴ فون واژه TAXI می‌باشد.
بر طبق استاندارد ای۱۶۱؛ چیدمان استاندارد حروف روی دکمه‌های تلفن، این عدد معادل کلمه TAXI می‌باشد.
T=8, A=2, X=9, I=4
در برخی کشورها، از جمله آمریکا، کانادا، استرالیا و... آژانس‌های تاکسی از این شماره برای شماره‌های تجاری خود برای مشتریان استفاده می‌کنند تا مشتریانشان شماره تماس آنها را هرگز از یاد نبرند.